# 줄리오 벡허
줄리오 벡허(Julio Bekhor, 1978년 7월 30일 ~ )는 멕시코의 배우, 영화 감독이다.
멕시코시티에서 태어났다.

## 영화
- 트리핑-스루 케타 (2018년)
- 3 이디엇 (2017년)
- 브링 잇 온 5 (2009년)
- 에이지 오브 칼리 (2005년)
- 씨 오브 드림스 (2005년)
- 클럽 드레드 (2004, Club Dread)